# Pay to Cum
Pay to Cum är en låt av det amerikanska hardcorebandet Bad Brains. Singeln "Pay to Cum" spelades in i New York 1979 och släpptes året därpå. Trouser Press skrev "memorable ... 1:33 of free-fire guitar rage" om den, och Filter Magazine kallade den för "one of the fastest, most furious songs ever recorded." Låten brukar klassas som en av de första hardcorelåtarna någonsin.[källa behövs]

## Medverkande
- H.R. - sång
- Dr.Know - gitarr
- Darryl Jenifer - bas
- Earl Hudston - trummor